# Król cygański

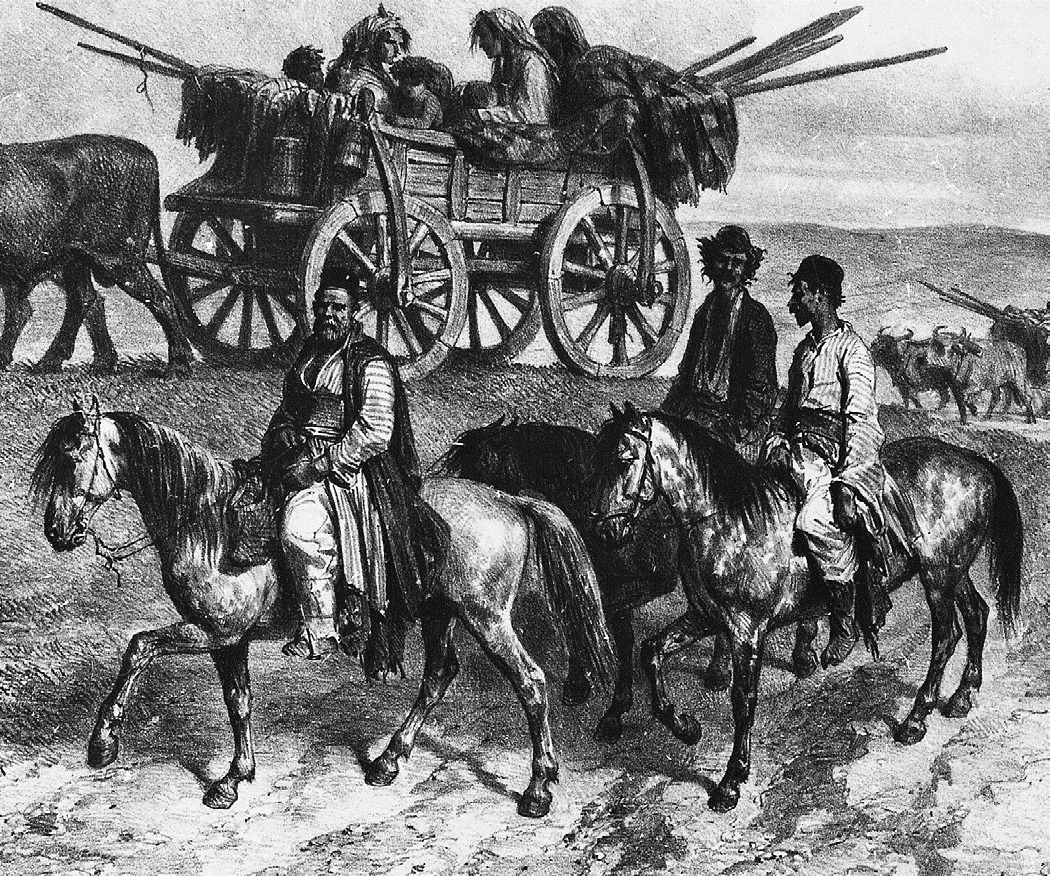
Król cygański (pierwszy na koniu) prowadzący tabor romski poprzez ziemie wołoskie (rycina z 1837)

Król cygański – instytucja uznanego przez dane państwo, oficjalnego zwierzchnika społeczności romskiej, istniejąca w wielu państwach nowożytnych aż do XX wieku. Był on oficjalnym mediatorem oraz reprezentantem społeczności romskiej przed władzami danego państwa bądź terytorium. Jego funkcja polegała z jednej strony na reprezentowaniu i ochronie interesów Romów, z drugiej zaś na utrzymywaniu porządku i zbieraniu podatków.
W przypadku polskich Romów instytucję króla cygańskiego należy wyraźnie odróżnić od funkcji Szero Roma, nazywanego w języku polskim także „królem Romów”. W Rumunii wielu przywódców lokalnych, pretendujących do władzy nad wszystkimi grupami tamtejszych Romów, nadal mianuje się królami, lecz nie posiadają dziś oni oficjalnego poparcia ze strony władz państwowych. Z drugiej strony są oni często (podobnie jak polski Szero Rom) powszechnie uznanymi zwierzchnikami swoich społeczności i autorytetami w sprawach romskiej tradycji.

## Pochodzenie tytułu
Na przełomie XIV i XV wieku, większość europejskich Cyganów osiedliła się na terenie Królestwa Węgier oraz Wołoszczyzny, a także południowych kresów Rzeczypospolitej. Tabory przemieszczały się zazwyczaj od jednej rzeki do drugiej, ewentualnie w kierunku innego ujścia wody. Romowie nie znali stałego osadnictwa, a nawet ich prawo surowo zabraniało tego czynić. Każda mała społeczność wybierała sobie własnego naczelnika, a z czasem zaczęto nazywać ich ''królami''. Pierwszym znanym królem cygańskim był niejaki Osmanagić, żyjący w okolicach jeziora Balaton, za czasów panowania króla Węgier Zygmunta Luksemburskiego. Otrzymał on w 1399 tzw. mały przywilej, który uznawał go za ''dziedzicznego reprezentanta Cyganów na terenie Królestwa Węgier i Chorwacji'' (łac. Legatus haereditarius Cingaris in regno Hungariae et Croatiae). W rzeczywistości ten akt nie miał żadnego praktycznego znaczenia, był tylko wyrazem dobrej woli władz węgierskich dla społeczności cygańskiej. Tytuł ''dziedzicznego reprezentanta Cyganów na terenie Królestwa Węgier i Chorwacji'' nosili jeszcze dwa następni królowi cygańscy: Janos (fl. ca 1411–1424) oraz Georgje (fl. ca 1420–1424).
Uprawnienia króla cygańskiego były zależne od konkretnej społeczności. Zazwyczaj nie posiadali władzy absolutnej i musieli liczyć się ze zdaniem reszty grupy, nad którą sprawowali władzę. Każdy król cygański posiadał natomiast prawo posiadania wielu żon i oficjalnych kochanek. Z biegiem lat społeczność romska ulegała coraz większemu rozdrobnieniu, w związku z czym również wartość tytułu króla cygańskiego malała. W połowie XVI wieku na terenie Węgier i Siedmiogrodu było już około 90 tys. Romów, którymi zarządzało ponad 400 królów cygańskich (!). W praktyce każdy z takich ''królów'' zarządzał społecznością maksymalnie kilku wozów, czyli kilkudziesięciu do maksymalnie stu osób. Nasiliło to prześladowania Romów, bowiem aby taką małą społeczność wyżywić, wobec braku pracy (rzemiosło i rolnictwo było zakazane u Romów, jako sprzeczne z tradycją), trudniono się przestępczością, głównie kradzieżami. Na ziemiach wołoskich, już od XIV wieku, Romowie byli całkowicie wyjęci spod wszelkich praw. Można było ich bezkarnie zabijać albo sprzedawać w niewolę.
Na początku XX wieku w Rumunii liczba Romów była szacowana na ponad milion (liczbę królów cygańskich w tym państwie szacowano na 1200-1300, najwięcej w historii). Najważniejszym przywódcą romskim w przedwojennej Rumunii był Igor Tupescuiu (1887–1944), którego zwierzchnictwo uznawało jak się ocenia, nawet ok. 80% romskiej populacji kraju.

## Historia królów cygańskich w Polsce

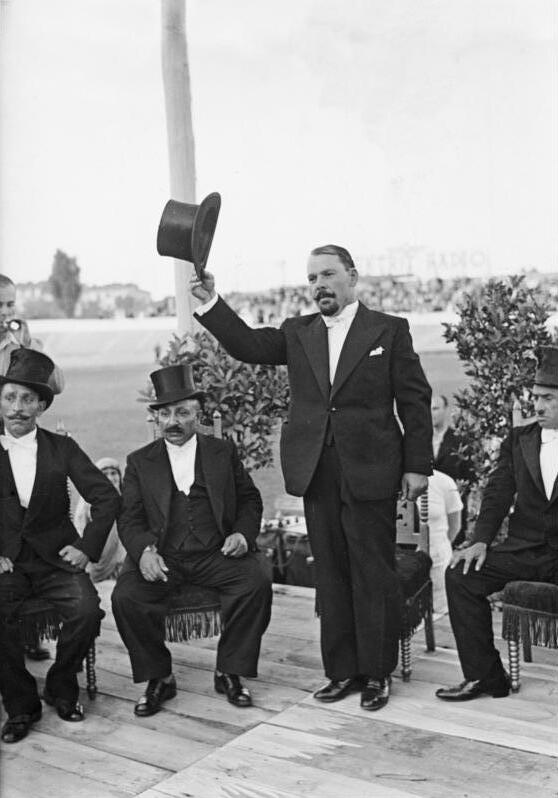
Koronacja króla Cyganów Janusza Kwieka w Warszawie, 1937 r.

Instytucja króla cygańskiego znana była w Polsce od XVII wieku do czasu rozbiorów, następnie w okresie międzywojennym do wczesnych lat powojennych. W czasach I Rzeczypospolitej królami często mianowano osoby spoza społeczności romskiej, których działalność, koncentrująca się jedynie na poborze danin, stawała się powodem licznych nadużyć i nie była przez Romów legitymizowana. Mianowania takiego udzielał król Polski. Często Romowie zamieszkali w majątkach magnackich mieli własnych królów reprezentujących ich wobec właściciela ziemi. W tym przypadku byli nimi jednak głównie uznani przedstawiciele społeczności (było tak np. w dobrach Sapiehów czy Radziwiłłów).
Pierwszym znanym z imienia królem cygańskim w Rzeczypospolitej Obojga Narodów był Bela Rareș, który żył w drugiej połowie XVI wieku na Podolu (zm. 1602). W rzeczywistości sprawował on władzę nad jedynie kilkoma taborami, liczącymi nie więcej niż około dwieście osób. Najbardziej znani polscy królowie cygański okresu przedrozbiorowego to: Petro Milsztuć, Stanislau Woroncew, Todor Raresz oraz Bronisław Prepiurko.
Po roku 1918 królami nazywano samozwańczych przywódców pochodzących ze społeczności romskiej, współpracujących z władzami centralnymi lub terenowymi. Ich władza, często szeroko nieuznawana, wywoływała sprzeciw tym większy, iż przywódcy ci starali się narzucać swoje zwierzchnictwo siłą oraz obejmować nim wszystkie grupy Romów zamieszkałych w Polsce. Często zdarzało się, iż na danym terytorium i w danej grupie istniało kilku królów rywalizujących ze sobą, zaś konflikty te bywały elementem szerszego tła politycznego. W okresie tym większość z nich stanowili przedstawiciele grupy Kełderaszów, która przybywszy do Polski w II połowie XIX wieku usiłowała zdominować inne lokalne społeczności romskie. Po II wojnie światowej instytucja króla cygańskiego szybko odeszła w zapomnienie w związku z odmienną polityką władz państwa w stosunku do mniejszości romskiej.